# Music (canção)
"Music" é uma canção da artista musical estadunidense Madonna, contida em seu oitavo álbum de estúdio de mesmo nome (2000). Foi composta e produzida pela própria intérprete em conjunto com Mirwais Ahmadzaï. Após o sucesso crítico e comercial de seu disco anterior, Ray of Light (1998), Madonna começou a trabalhar em um novo álbum, inicialmente com William Orbit, porém, mais tarde recebeu uma demo do produtor francês Mirwais Ahmadzaï, através de seu parceiro empresarial Guy Oseary, vindo a selecioná-lo para a produção do projeto. A principal inspiração para "Music" foi um concerto do músico Sting presenciado por Madonna no qual o público estava bem comportado, até que ele começou a tocar canções do The Police, sua antiga banda, causando comoção na plateia, o que a inspirou a desenvolver uma faixa que representasse esse poder que a música tem de unir as pessoas.
Depois de completarem "Paradise (Not for Me)", Madonna e Ahmadzaï começaram a experimentar uma sonoridade electro-funk e criaram a base principal da canção. Durante as gravações, realizadas nos Sarm West Studios em Londres, eles enfrentaram problemas de comunicação já que Ahmadzaï não era fluente em inglês e, de acordo com a cantora, a obra definiu o tom para o restante do álbum. Antes do lançamento oficial, versões inacabadas da faixa foram postadas ilegalmente na Internet e colocadas para audição em sites como o Napster, o que levou a equipe de Madonna a emitir uma declaração ameaçando tomar ações judiciais. Foi liberado comercialmente em 21 de agosto de 2000, servindo como o primeiro single do disco, sendo acompanhado por diversos remixes de diferentes DJs. Em termos musicais, é uma canção derivada do disco e do electro-funk que apresenta um som seco com uso pesado de equalizador e vocais eletronicamente manipulados, além de um sintetizador Moog analógico para criar o riff instrumental. Liricamente, fala sobre o poder de união proporcionado pela música, possuindo nuances políticas e sociais.
"Music" obteve análises geralmente positivas de críticos especializados em música contemporânea, que elogiaram sua produção e sua natureza voltada para as boates, comparando-o positivamente com singles anteriores de Madonna. Foi indicado em diversas premiações, incluindo as categorias de Gravação do Ano e Melhor Performance Feminina Pop nos Grammy Awards de 2001, recebendo o troféu de Melhor Sucesso Internacional nos Prêmios da Música Dinamarquesa do mesmo ano, além de constar em diversas listas das melhores canções da década de 2000 e da carreira da intérprete. Obteve grande êxito comercial, liderando as paradas musicais de 25 nações, como Alemanha, Nova Zelândia e Reino Unido, além da European Hot 100 Singles, e atingiu as dez primeiras colocações em todos os países onde entrou. Em território americano, tornou-se a décima segunda e última canção de Madonna a liderar a Billboard Hot 100, empatando-a com o grupo feminino The Supremes como o quinto artista com mais lideranças na tabela.
O vídeo musical correspondente foi dirigido por Jonas Åkerlund e filmado em abril de 2000 em Los Angeles, para que pudesse acomodar a gravidez de Madonna e o crescimento de sua barriga. Lançado em 2 de agosto na MTV e no VH1, e mais tarde comercializado em DVD, o trabalho retrata a cantora divertindo-se com suas amigas — interpretadas por sua vocalista de apoio Niki Haris e a atriz Debi Mazar — enquanto viajam numa luxuosa limusine dirigida pelo personagem humorístico Ali G, interpretado pelo comediante britânico Sacha Baron Cohen. Acadêmicos notaram o uso de símbolos da cultura americana no vídeo, especialmente o traje de cowboy usado pela cantora, a obra veio a vencer diversos prêmios. Madonna apresentou "Music" em diversos programas e premiações, incluindo as cerimônias de premiação MTV Europe Music Awards de 2000 e o Grammys Awards de 2001, fazendo parte do repertório de todas as suas turnês. A faixa foi regravada por artistas como a banda francesa Eths, e usada no programa RuPaul's Drag Race.

## Antecedentes

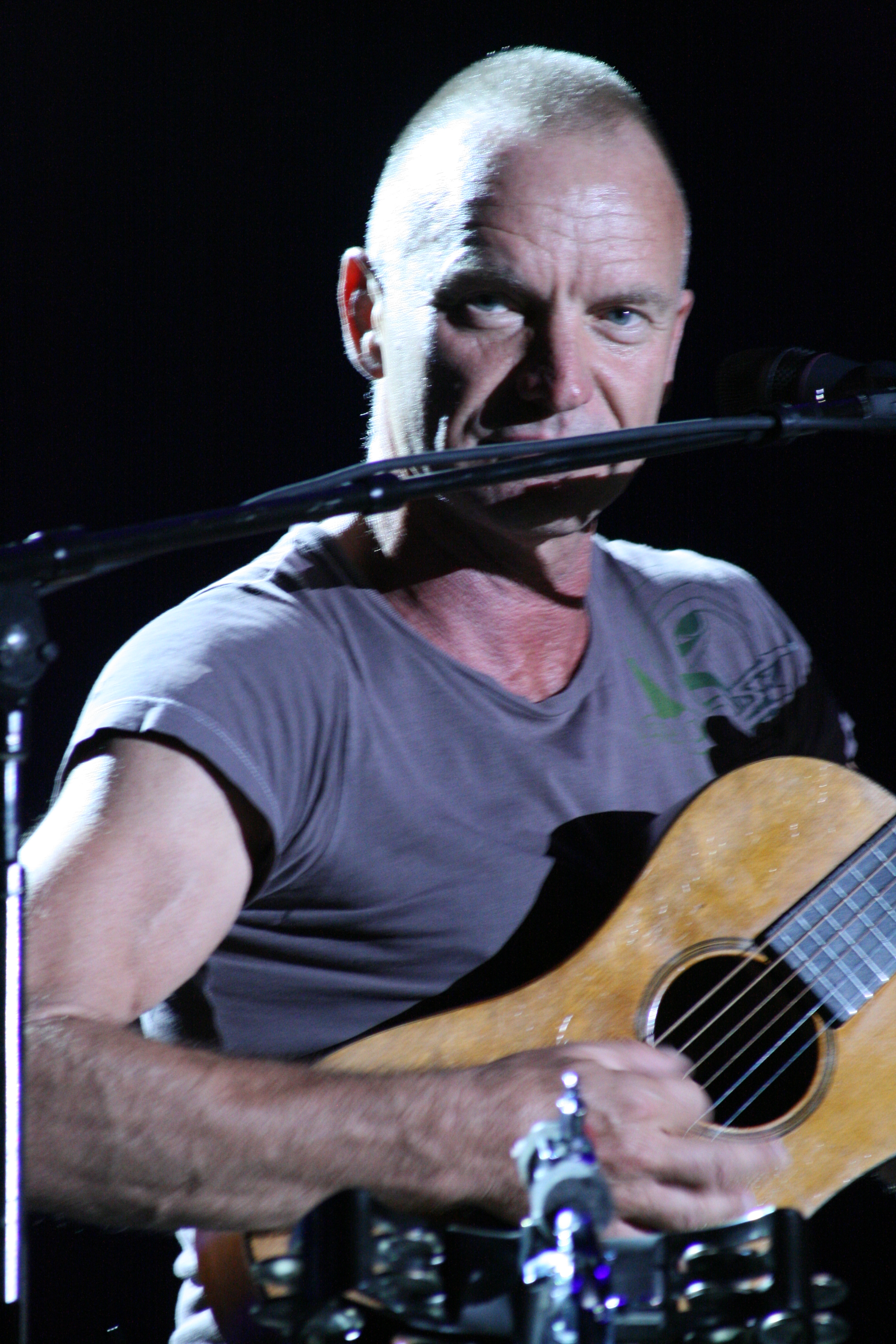
"Music" foi inspirada por um concerto do músico Sting presenciado por Madonna, no qual a plateia se aglomerou para ouvi-lo cantar músicas de sua banda The Police.

Após o sucesso crítico e comercial de seu sétimo álbum de estúdio, Ray of Light (1988), Madonna planejou iniciar uma turnê em 1999 para promovê-lo, porém foi cancelada devido ao atraso das filmagens de The Next Best Thing. Nesse meio-tempo, ela lançou singles como "Beautiful Stranger" em 1999 e "American Pie" em 2000, ambas as quais obtiveram boa recepção comercial. Neste último ano, ela iniciou um relacionamento com o diretor britânico Guy Ritchie e ficou grávida dele. Querendo distrair-se do furor da mídia acerca de sua gravidez e relação, a cantora concentrou-se no desenvolvimento de seu sexto disco, Music. O sucesso de seu trabalho anterior a deixou ansiosa para as gravações. Madonna iniciou as sessões com William Orbit, produtor principal de Ray of Light, porém com a chegada do novo milênio sua produção e sonoridade tornaram-se onipresentes. Além disso, o cenário musical estava sendo dominado por uma geração de cantoras mais jovens como Britney Spears e Christina Aguilera, levando a intérprete a buscar um som mais distintivo. Foi então que ela foi introduzida ao DJ e produtor francês Mirwais Ahmadzaï, através do fotógrafo e diretor Stéphane Sednaoui.
Em entrevista com a CNN, Madonna lembrou que Guy Oseary, seu parceiro empresarial no selo Maverick, "recebeu uma demo de um artista francês Mirwais Ahmadzaï". Ele queria a opinião da cantora se o produtor deveria ser contratado pela gravadora, já que ainda era desconhecido nos Estados Unidos, exceto por fãs de festas rave. A artista instantaneamente interessou-se por seus métodos de produção, como mudanças de tom, ritmos pulverizantes e o uso de acid bass em suas canções, e queria saber se Ahmadzaï estava pronto para trabalhar com ela. O produtor sempre preferiu assumir riscos musicais e, assim, queria aproveitar o melhor de Madonna com as colaborações; ele notou: "O desafio era fazer algo atual aparecer, algo escondido na personalidade dela. Todos conhecem [Madonna] como uma camaleoa, como uma mulher de negócios. Eu queria mostrar sua personalidade como uma musicista".
Após o clima introspectivo de Ray of Light, Madonna estava pronta para ser energética em seu novo álbum, e para a faixa-título ela queria algo que a fizesse "sentir-se como um animal, pronta para saltar". Em entrevista para a revista Rolling Stone, a cantora declarou que a principal inspiração para "Music" surgiu após um concerto de Sting no Beacon Theater em Nova Iorque, presenciado por ela. Lá, o público estava bem comportado até que o cantor começou a tocar sucessos antigos de sua banda The Police. As luzes foram apagadas e todos se aproximaram do palco para ouvi-lo. Madonna disse para a jornalista Jancee Dunn: "De repente, as pessoas perderam a inibição e a educação, e todos estavam praticamente de mãos dadas (...) Quero dizer, isso me emocionou. E eu pensei, 'É isso que a música faz com as pessoas'". Essa experiência inspirou-a a escrever o gancho principal da canção, "A música faz as pessoas se juntarem / A música faz a burguesia e o rebelde".

## Gravação e composição
As sessões de gravação de Music começaram em setembro de 1999 nos Sarm West Studios, em Londres, Reino Unido. Animada com as gravações, Madonna queria fazer da faixa homônima uma canção festiva e uma declaração sobre o amor. Junto com Ahmadzaï, ela começou a compor diferentes partes da música, escolhendo os acordes de guitarra e as letras. Após completarem "Paradise (Not for Me)", eles começaram a experimentar uma sonoridade electro-funk para "Music" e criaram a base primária da canção. O produtor lembrou: "Não é experimental, mas não é completamente simples. Foi uma pequena vitória para a música underground". Segundo a cantora, elaborar a obra com Ahmadzaï definiu o tom resultante do resto do álbum, e eles acabaram criando um total de cinco músicas para o disco. Entretanto, ela sofreu problemas de comunicação com ele pois Ahmadzaï não era fluente em inglês, lembrando que "nos primeiros dias de gravação, eu queria arrancar meus cabelos". A artista então pediu para que o empresário do produtor servisse como tradutor.
"Music" começa com Madonna fazendo uso de uma voz andrógena ao interpretar a linha inicial; "Olá senhor Dj, coloque um disco para tocar, eu quero dançar com o meu amor". Após esta letra, sua voz eletronicamente manipulada pergunta "Você gosta de boogie-woogie?". O produtor queria "ir para o [estilo] retrô" e decidiu usar um vocoder EMS 2000 para mudar a voz da cantora. Ahmadzaï descreveu essa técnica para Ernie Rideout, da revista Keyboard, como um efeito de "dar forma e início". Mark "Spike" Stent gravou a canção em um console SSL 9000J, usando Pro Tools e uma fita Sony 3348 HR e BASF 931. Ele mixou-a nos Olympic Studios em Londres usando fitas magnéticas da série SSL G, da Quantegy. Tim Young a masterizou no estúdio Metropolis em Westminster, na mesma cidade. De acordo com Rikky Rooksby, autor do livro Madonna: The Complete Guide to Her Music, toda a produção possui um som seco, com grande uso de um equalizador que criou contrastes nos vocais. Isso continua até o primeiro refrão, próximo da marca de um minuto (1:00). Deslizes de guitarras podem ser ouvidos com acordes de teclados na ponte. Quando ouvida num fone, a música vai da direita para a esquerda e vice-versa. O músico Stuart Price, que trabalhou a canção para a Drowned World Tour (2001), comentou que a estrutura rítmica da faixa foi inspirada em "Trans-Europe Express" (1977), de Kraftwerk.
De acordo com a partitura publicada no portal Musicnotes.com pela Alfred Publishing Company, "Music" foi composta na assinatura de tempo comum e em um tom estático de sol menor, apresentando um ritmo moderado de 120 batidas por minuto. Os vocais de Madonna abrangem-se entre as notas de sol bemol3 e ré5, com a faixa apresentando uma sequência básica formada por sol menor e fá como sua progressão harmônica. De acordo com o livro Madonna's Drowned Worlds, escrito por Santiago Fouz-Hernández e Freya Jarman-Ivens, "Music" é um "hino disco, e a batida instrui [as pessoas] a levantarem-se e dançar". Os autores notaram que o refrão serve como a identificação central da faixa, com seus "respingos eletrônicos e truques de produção". A reverberação na voz inicial constrói tensão, com a dinâmica musical reversa de pratos, e uma altura "estritamente quantizada" e sons de um órgão Hammond. Os autores também consideraram que o ouvinte é exposto a um som composto, resultado das diferenças timbrais e flutuantes níveis de reverberação. Os vocais de Madonna não tem efeitos e ela canta com a boca próxima ao microfone, o que Fouz-Hernandéz opinou ter dado à faixa uma sonoridade natural. Barry walters, da revista Billboard, achou que a composição apresenta também uma mistura da música eletrônica francesa e do electro-funk dos anos 1970. O riff instrumental da faixa é criado por um sintetizador analógico Moog dos anos 1970, que em última análise dá um efeito de fade a obra. Jarman-Ivenz notou também que conhecimento tecnológico presente em "Music" não apenas melhorou as gravações de músicas disco e funk, mas também era naturalmente artificial.
Liricamente, a canção reitera o poder de união que a música tem. Foi considerado que o gancho principal possui nuances políticas, com a cantora renunciado a classe burguesa. Fouz-Hernández opinou que a linha "Eu quero dançar com o meu amor" reforça uma conexão com ouvintes gays, devido ao seu estilo "casual e artificial", e também achou a faixa comparável a "Everybody", primeiro single da carreira de Madonna, já que em ambas ela declara que a música "tem o poder de superar divisões de raça, gênero e sexualidade". O autor ainda apontou que a faixa lembrava os primeiros  dias de Madonna vivendo sozinha e despreocupada em Nova Iorque, enquanto se tornava também uma figura proeminente na cena musical noturna da cidade. De acordo com a Billboard, os vocais da intérprete na faixa "ligam uma mistura alucinante de batidas hiperativas, grooves e elementos percussivos pungentes". A revista acrescentou que a música é também "saturada" de influências de Cameo, Herbie Hancock, Nitzer Ebb e Roger Troutman.

## Lançamento eremixes

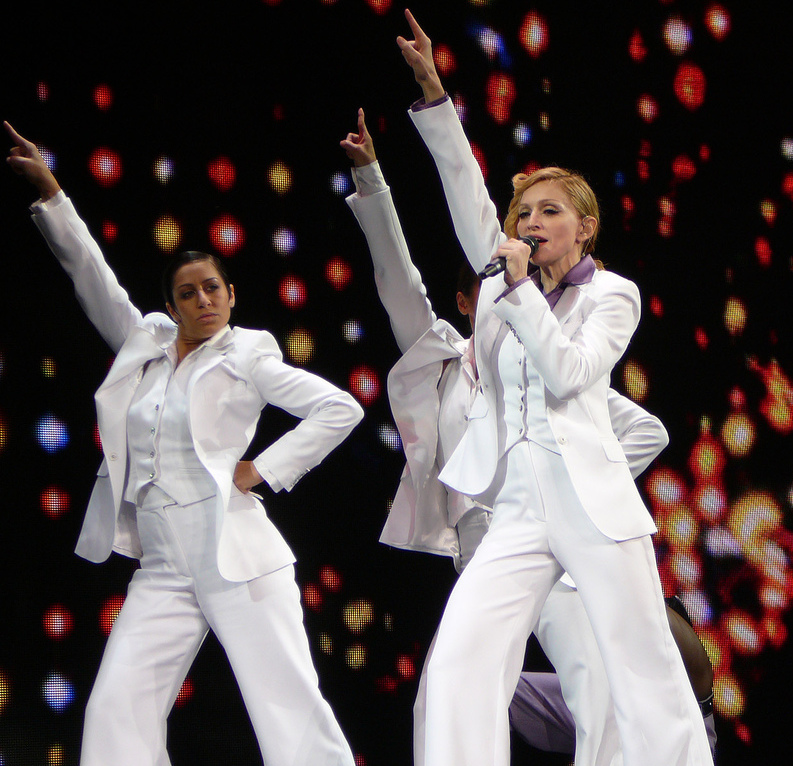
Madonna apresentando "Music Inferno", um mashup de "Music" e "Disco Inferno" do The Trammps, durante a Confessions Tour em 2006.

Em 2 de junho de 2000, uma fita demo incompleta da canção foi divulgada sem autorização na Internet. Trechos das faixas, tendo durações desde de 30 segundos a até quase 3 minutos, começaram a circular através de fã-sites e o portal de download digital Napster. Caresse Norman, porta-voz de Madonna, emitiu o seguinte comunicado: "A música foi roubada e não estava prevista para ser lançada nos próximos meses. Ainda é um trabalho em progresso. Essas páginas que ofereçam downloads da música de Madonna estão violando seus direitos como artista". A gravadora Warner Bros. também apresentou outra declaração, ameaçando o Napster de processos judiciais se caso a faixa não fosse removida e acrescentou a expectativa de que "os donos que incluíram este material em seus sites obedeçam imediatamente nosso pedido legítimo para que deixem de permitir cópias não autorizadas desta canção". Madonna, por sua vez, compartilhou sua opinião sobre o vazamento através da revista Icon, lançada trimestralmente para seu fã-clube:
| “ | Vocês talvez ouviram pedaços do meu novo CD na Internet. A música, infelizmente, foi roubada e tocada ilegalmente em várias páginas. Mas eu lhes prometo que quando ouvirem a versão finalizada em meu CD, vocês entenderão porque eu tenho sido tão protetora com meu trabalho. Eu não consigo entender por que as pessoas não conseguem me deixar lançar quando estiver bem e preparada (...) É funk, folk, eletrônico e melódico. Espero que gostem. | ” |

Próximo ao lançamento de Music, Madonna disse à Rolling Stone como a divulgação ilegal a assustou e que não tinha ideia de como a faixa foi roubada dela. A cantora também falou sobre as notícias na mídia acerca das ameaças legais feitas por sua equipe: "Então, eu basicamente — bem, meu empresário fez — uma declaração pública dizendo, 'Tudo que você ouvir no Napster, ou qualquer coisa em qualquer outra página, é um produto não finalizado'. Simples assim. E, de repente, estava em todas as manchetes, 'Madonna é contra o Napster'". Ela esclareceu não ser contra o Napster, considerando-o uma boa forma para os ouvintes terem acesso à música. A Warner Bros. inicialmente planejou o lançamento do single para as rádios em julho de 2000, mas adiou para 1º de agosto, com o lançamento comercial em CD single ocorrendo em 21 do mesmo mês. Um novo portal chamado www.madonnamusic.com foi criado para o lançamento da obra, com a artista divulgando uma mensagem para seus fãs: "Vocês provavelmente ouviram minha nova música 'Music' por um tempo, mas eu queria ter certeza de que vocês soubessem que o single será lançado muito em breve. Eu trabalhei nessa faixa com um cara francês chamado Mirwais e ele é incrível".
O lado B do CD single e da fita cassete apresentam a faixa "Cyber-Raga", uma colaboração com Talvin Singh. "Music" foi remixada por Groove Armada, Deep Dish, Victor Calderone, Hex Hector e Tracy Young; todos foram escolhidos a dedo por Madonna para os tratamentos, por ser "mais importante para [ela] que minhas músicas toquem nas boates. Foram nelas onde comecei, e são nelas onde provavelmente quase sempre me sinto em casa". A música de boates contemporânea serviu de inspiração para as produções, com Calderone acrescentando batidas tribais e sintetizadores nos vocais da cantora. Uma batida house e uma linha do baixo foi usada na versão de Deep Dish, enquanto Hector usou batidas electro distorcidas, licks de guitarra e breakbeat. O remix de 13 minutos feito por Young usou interlúdios de música ambiente e ritmos de house, trance e música dos anos 1970, com os vocais de Madonna soando frescos. Vários DJs receberam os remixes promocionais em 2, 8 e 15 de agosto, posteriormente, comercializados em 22 de agosto nas lojas nos formatos de maxi single e vinil duplo.

## Recepção

### Crítica profissional

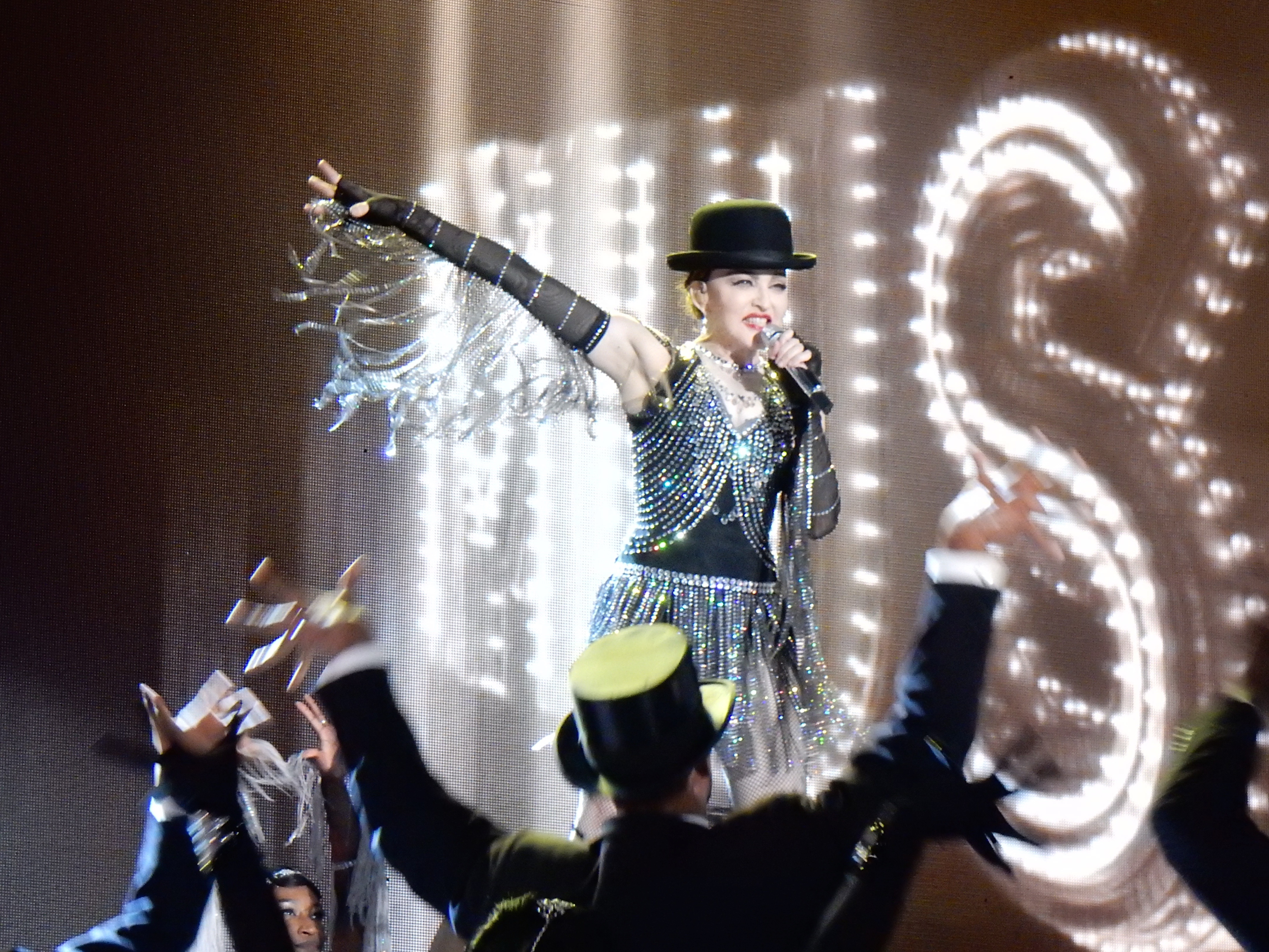
Madonna e seus dançarinos cantando "Music" em sua turnê Rebel Heart Tour (2015-16).

Stephen Thomas Erlewine, do banco de dados Allmusic, considerou "Music" uma "faixa pulsante que soa cada vez mais funk, densa e sensual a cada reprodução". O biógrafo J. Randy Taraborrelli, autor do livro Madonna: An Intimate Biography, definiu a composição como um hino dançante que "alcança o futuro mas também evoca maliciosamente imagens e sentimentos dos bons e velhos dias da música disco". Numa análise semelhante, a autora da biografia Madonna: Like an Icon, Lucy O'Brien, adjetivou-a de "uma ressurreição da [imagem] da Diva disco. Ela listou a canção como um momento de definição de carreira para Madonna, como os singles de 1990, "Vogue" e "Justify My Love", concluindo que possui "a mesma qualidade de definição de gêneros; robótica, metálica, inútil e audaciosa (...) Ela ressuscita a Madonna imperativa. Dance. Festeje. Se entregue". Jim Farber, do jornal New York Daily News, deu uma crítica positiva a obra, escrevendo que é "tudo o que um single devia ser: energético, simples e enlouquecedoramente grudento, seu single mais instantaneamente aceitável desde 'Holiday'". Tal pensamento foi construído também por Fouz-Hernández, que considerou "Music" um número que definiu a credibilidade artística da cantora assim como seu lançamento de estreia, "Everybody".
Analisando o álbum homônimo para a Rolling Stone, o resenhista Barry Walters comparou a canção com trabalhos anteriores da cantora. Sal Cinquemani, da revista Slant, considerou-a a melhor faixa dançante da intérprete desde "Vogue", comparando-a também com seu single de 1985, "Into the Groove". Ao avaliar a coletânea GHV2, lançada por Madonna em 2001, Cinquemani viu positivamente em "Music" as "batidas retrô e o som vintage dos sintetizadores" e concluiu que "somente uma ex-garota materialista vivendo num mundo NASDAQ poderia lançar uma música assim". Dimitri Ehrlich, da revista Vibe, achou a faixa "um desfile saltitante de sintetizadores que questiona 'Será que as mães de quarenta e poucos anos ainda têm o direito divino de dançar?' (A resposta é sim)". Chuck Arnold, da revista Entertainment Weekly, opinou que "Music" era um dos "sucessos mais excêntricos" de Madonna e viu semelhanças a seus primeiros trabalhos, em especial "Holiday". Escrevendo para a revista Billboard, Chuck Taylor a elogiou como um "produto impressionante, um testamento corajoso da insistência [de Madonna] em ser uma criadora de estilos e uma das compositoras populares mais experientes — e agora criticamente respeitável — da indústria". Ele acreditou que as rádios e o público se chocariam com a experiência que Madonna obteve na faixa. Seu colega, Larry Flick, também previu uma recepção comercial positiva, definindo-a como um hino.
Escritor da publicação New York, Ethan Brown declarou que a canção "extrai memórias de antigos odes pop para a cultura dance, e elogiou sua "vertiginosa mistura de electro-bounce, cantos vocoder artificiais, e gritos funk de teclado". Em uma análise de GHV2 para a página PopMatters, Charlotte Robinson acreditou que o apelo de "Music" faz parte da natureza "livre e divertida" de Madonna, que a fizeram popular no inicio de sua carreira. Entretanto, ela a descreveu de uma "cópia engraçada de Rick James". Garry Mulholland, do periódico britânico The Guardian, descreveu o número como "o som de uma observadora de tendências de meia idade se debatendo sobre o que as pessoas curtem [ouvir] hoje em dia (...) a definição absoluta de [uma senhora de] meia idade vestida de cowboy". Alex Pappademas, da revista Spin, opinou que "seu mantra de liberação na pista de dança parece forçado", enquanto Danny Eccleston, da revista Q, descreveu-a como uma "jogada ousada" e observou que não lembrava nenhum trabalho anterior da intérprete. Ele criticou o uso exagerado de sons eletrônicos na obra e a comparou de forma desfavorável com "Around the World" (1997), de Daft Punk.

### Reconhecimento
"Music" foi incluída em diversas listas compilatórias de melhores singles de Madonna e também da década. Uma enquete da publicação virtual Dotmusic posicionou a obra na sexta colocação dos melhores singles do ano. A revista Rolling Stone a colocou na posição de número 66 em sua lista das melhores músicas da década de 2000, com um editor comentando que "apesar de todas as novas estrelas pop estarem tentando tomar seu lugar, Madonna definitivamente não descansa. Quando lançou 'Music', ela era mais velha do que Britney e Christina combinadas, e ainda assim as levou para a escola com um electro-boom vintage, floreados eurodisco do produtor francês Mirwais, e seu atrevimento inimitável". A publicação também a ranqueou no nono posto dentre as 50 melhores canções da cantora, com Jon Dolan escrevendo: "Após anos fazendo álbuns que transpuseram fronteiras de raça, gênero e orientação sexual, Madonna finalmente escreveu uma música dedicada ao poder democrático da música em si". Matthew Jacobs, do jornal The Huffington Post, considerou este o 11º melhor single da cantora numa coletânea onde posicionou todos os seus lançamentos, e opinou que a frase "Hey Mr. DJ" deu início ao uso do vocativo em canções posteriores, lançadas por artistas como Mariah Carey, Black Eyed Peas e Jennifer Lopez.
O canal VH1 criou em 2011 uma lista das melhores músicas da década de 2000 e posicionou "Music" no número 28. A Entertainment Weekly considerou este o sétimo melhor single de Madonna dentre 35, com Chuck Arnold declarando que a "mensagem [da canção] é universal". Numa lista semelhante, contando 20 lançamentos da cantora, Michael Roffman da Consequence of Sound colocou a música na 15.ª colocação, sentindo que a recepção comercial ao lançamento da obra foi "quase uma meta; a canção fez as pessoas se juntarem". Enio Chola, da PopMatters, colocou "Music" no quinto posto em sua lista dos 15 melhores singles da intérprete e argumentou que "após o confessional Ray of Light, Madonna estava pronta para dançar novamente e, como ninguém pode, ela provou que sua habilidade de escrever sucessos pop puros e inalterados ainda estava em forma total ao passo em que ela iniciava a terceira década de sua carreira musical". Michael Cooper, da LA Weekly, posicionou a faixa na 12.ª colocação em sua lista dos 20 melhores singles de Madonna e opinou que a produção de Ahmadzaï "[ajudou] a cimentar Madonna como a rainha da reinvenção". Ed Masley, do jornal The Arizona Republic, o colocou no número 13 em sua playlist das músicas essenciais de Madonna. Escrevendo para o The Guardian e em honra ao aniversário de 60 anos da artista, Jude Rogers listou-a na décima posição em sua compilação dos singles de Madonna. Na mesma ocasião, Arnold considerou este seu sétimo melhor single.

### Prêmios e indicações
"Music" obteve duas indicações nos Grammy Awards de 2001, nas categorias de "Gravação do Ano" e "Melhor Performance Feminina Pop", não vencendo em nenhuma delas. Outras premiações sem vitórias incluem os MTV Europe Music Awards na categoria de "Melhor Canção", e "Canção Internacional do Ano" na edição de 2001 dos NRJ Music Awards, além de uma nomeação por sua produção musical nos TEC Awards realizado no mesmo ano. A obra obteve os troféus de "Melhor Sucesso Internacional" nos Danish Music Awards, e "Canção Pop Mais Performada" e "Maior Canção Dance" nos ASCAP Pop Music Awards de 2001, realizado pela American Society of Composers, Authors and Publishers (ASCAP).

## Vídeo musical

### Desenvolvimento

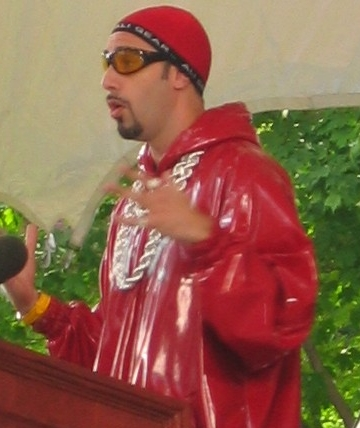
O comediante Sacha Baron Cohen apareceu no videoclipe como seu personagem, Ali G.

O vídeo musical de "Music" foi dirigido pelo sueco Jonas Åkerlund, que já havia trabalhado com a cantora anteriormente no vídeo de "Ray of Light" em 1998. É estrelado por Madonna, sua vocalista de apoio de longa data Niki Haris e a atriz e sua amiga pessoal Debi Mazar, além do comediante britânico Sacha Baron Cohen como seu famoso personagem Ali G. A intérprete virou fã do comediante após assistir seu especial de Natal, Ali G, Innit. Quando o trabalho começou a ser planejado, a cantora considerou que Cohen "ficaria bom nele", embora tenha sido confirmado que ele não iria se envolver nos aspectos musicais. Åkerlund revelou que originalmente a equipe queria o comediante americano Chris Rock no vídeo, mas como Cohen não era conhecido nos Estados Unidos na época, o diretor mostrou a todos trechos do humorístico Da Ali G Show para que pudessem ver o personagem Ali G. Comentando sobre a concepção, ele declarou a revista GQ:
| “ | Quando fizemos o vídeo de 'Music', foi uma época estranha. [Madonna] estava grávida e não queríamos que ela parecesse assim — então, tivemos que trabalhar nisso. Nós tivemos uma ideia de fazer um vídeo divertido [e] festeiro com ela e suas amigas, com jóias caras, chapéus de cowboy e isso tudo. Queríamos que tivesse um pouco de comédia nele, e eu queria fazer um pouco de animação. | ” |

As filmagens do vídeo ocorreram em abril de 2000 em Los Angeles, Califórnia, para acomodar a gravidez da cantora e o crescimento de sua barriga. Membros da equipe assinaram documentos de confidencialidade para as filmagens. A premissa do vídeo foi idealizada por Madonna, que quis mostrar sua visão sobre o estereótipo presente nos vídeos de R&B e rap. Entretanto, seu alcance ficou limitado devido à sua gravidez, então ela precisou "pensar num conceito que me incorporasse quase sendo uma voyeur em vez da força central no vídeo. Assim, eu percebi que se interpretasse um tipo de personagem cafetina, onde as coisas simplesmente vinham até mim, aconteciam comigo e ao meu redor enquanto eu assistia tudo acontecer, eu poderia matar dois coelhos com uma cajadada só".
O estilo de Madonna na gravação foi descrito por O'Brien como uma "fabulosa mulher do gueto num boá de penas de stetson; trabalhada nos diamantes e jóias, indo para bares de lap dance e viajando na parte de trás de uma luxuosa limousine". A cantora havia inicialmente selecionado algumas atrizes para interpretar suas acompanhantes no vídeo, mas não se sentiu confortável com a aparência semelhante e a falta de personalidade delas; assim, ela chamou Mazar e Haris para participarem do trabalho. Harris lembrou: "Eu estava em casa quando Madonna me ligou. Ela me disse, 'Eu preciso das minha amigas [aqui], não essas falsas tentando serem minhas amigas. Coloque algumas roupas e venha". Ali G continuou entretendo todos no cenário, com Madonna não conseguindo "manter uma cara séria" durante as filmagens. Ela manteve seu casaco fechado o tempo todo e precisou sentar na limousine para esconder sua barriga.

### Lançamento, sinopse e recepção

Três das sequências do vídeo de "Music", na qual Madonna é vista do lado de fora conversando com Ali G., que está dentro da limousine (acima). Nas cenas à baixo, ela aparece dentro do automóvel curtindo com suas amigas.

O vídeo musical de "Music" estreou em 2 de agosto de 2000 na MTV e no VH1. O último canal transmitiu um especial de uma hora intitulado Madonna's Music, onde a cantora surgiu para uma entrevista ao telefone. Foi apresentado por Rebecca Rankin, da equipe do VH1, que moderou um debate com o crítico musical Joe Levy, da Rolling Stone, sobre Madonna e seus diversos estilos, além de uma entrevista por vídeo com Mazar e Haris. O VH1 exibiu também uma contagem regressiva dos vídeos anteriores da intérprete em antecipação a "Music", mostrando um remix da faixa para os espectadores. O produto foi lançado como um DVD single em 5 de setembro de 2000, alcançando o topo da parada UK Music Video no Reino Unido e a terceira posição da US Music Video nos Estados Unidos, obtendo certificações de ouro em ambos os países. Nove anos depois, foi incluído no DVD, Celebration: The Video Collection, que reuniu todos os vídeos lançados por Madonna até então, além da edição deluxe digital da coletânea, Celebration, que apresentou 30 gravações audiovisuais.
O vídeo começa com Madonna e suas amigas entrando numa limousine dirigida por Ali G. Conforme a música se inicia, o personagem as leva para uma boate, onde elas dançam e bebem. Ali G depois as transporta para um clube de strip, onde Madonna entra mas G é barrado na entrada. Uma seção animada prossegue-se onde a cantora, como uma super-heroína com superpoderes, voa por cima de prédios, nada debaixo d'água e trabalha como DJ numa boate com uma dezena de braços, como uma divindade hindu. A personagem animada de Madonna também ataca diversas placas neon mostrando os nomes de seus antigos singles. O vídeo termina com Madonna e suas amigas viajando na limousine, junto também com as strippers e G interagindo com elas. De acordo com o autor Georges Claude Guilbert, ao longo do vídeo a arista usa um colar dourado em seu pescoço escrito "Mommy", uma referência à sua aparente gravidez. Numa versão estendida do trabalho, há uma variação no final da seção animada, em que Ali G brevemente interrompe a música para mostrar seus talentos no rap para fazer com que Madonna o inclua em seu próximo single. Irritada, ela pede que ele pare e retome a canção.
Jarman-Ivens notou o uso de símbolos da cultura americana no vídeo, especialmente o figurino cowboy usado por Madonna e sua popularização desta moda. Ela considerou interessante a cantora ter "olhado" para a cultura de seu país, "sublinhando seu interesse em explorar sua relação com a cultura americana de massa através de um estilo de moda e cultura que é rico e multifacetado em seu significado". A autora também enfatizou a assertividade sexual de Madonna no vídeo, e a definição específica de si mesma como "um espírito sexualmente livre", além da representação de acessórios caros. A produção foi parodiada na sexta temporada do humorístico MADtv com o nome de "Movies". Apresentou Mo Collins como Madonna e zombou de sua filmografia, com uma versão animada da intérprete atacando placas com nomes de seus filmes comercialmente mal sucedidos. O vídeo de "Music" venceu os prêmios de Melhor Vídeo Pop do Ano nos Billboard Music Video Awards e Melhor Vídeo Dance nos International Dance Music Awards, ambos em 2000.

## Apresentações ao vivo

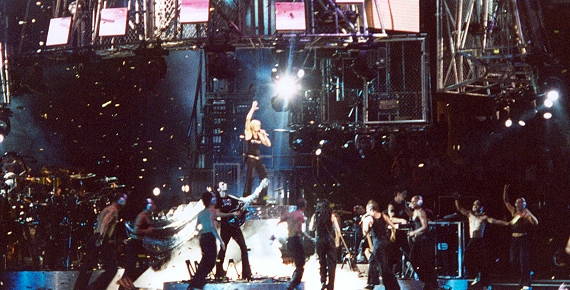
Madonna apresentando "Music" na Drowned World Tour (2001), acompanhada de seus dançarinos.

As primeiras apresentações ao vivo de "Music" ocorreram durante os concertos da turnê promocional do álbum, realizados em 5 de novembro no Roseland Ballroom em Nova Iorque e 29 do mesmo mês na Brixton Academy em Londres. Alguns dos músicos que acompanharam Madonna incluíram Ahmadzaï e suas vocalistas de apoio de longa data Niki Haris e Donna DeLory. O palco e os figurinos do espetáculo foram desenhados pelos estilistas Dolce & Gabbana. No show de Nova Iorque, a intérprete usou uma camisa com o nome "Britney Spears" escrito nela, enquanto em Londres usou uma peça com os nomes de seus filhos Lourdes e Rocco estampados. Madonna cantou a faixa na cerimônia dos MTV Europe Music Awards daquele ano, realizada em Estocolmo, Suécia, onde foi introduzida por Ali G como "Maradona" e realizou a performance usando uma blusa com o nome "Kylie Minogue" estampado. No dia seguinte, apresentou-se no programa britânico Top of the Pops, onde cantou "Music" e "Don't Tell Me", e também no dia 24 de novembro no francês Nulle Part Ailleurs com o mesmo repertório.
Em 21 de fevereiro de 2001, Madonna abriu os Grammy Awards de 2001 com uma apresentação de "Music". Para o número, o palco contou com cinco telas de vídeo gigantes exibindo imagens da carreira da artista. Em seguida, ela apareceu em um Cadillac clássico dirigido pelo rapper Bow Wow. A cantora saiu do banco de trás do veículo em um casaco de pele de corpo inteiro e um chapéu, removendo as peças para revelar uma jaqueta de couro e jeans justos. Madonna tirou a jaqueta, revelando um top preto com as palavras "Material Girl" estampadas, e interpretou uma versão energética da canção, acompanhada por Haris e DeLory. Para a Drowned World Tour, ocorrida no mesmo ano, "Music" foi usado como bis. Madonna trajou uma calça jeans preta justa e uma camiseta Dolce & Gabbana customizada com a palavra "Mother" na frente e "F*cker" atrás. Avaliando o show realizado no Earls Court em Londres, Alex Needham, da NME, comentou que a interpretação "enfatiza o quão facilmente [Madonna] poderia levar o público a um orgasmo coletivo simplesmente cantando seus clássicos". A performance realizada em 26 de agosto de 2001 no The Palace of Auburn Hills, em Auburn Hills, Michigan, Estados Unidos, foi gravada e transmitida ao vivo na HBO como um especial intitulado Madonna Live! - Drowned World Tour 2001, posteriormente lançado como o DVD Drowned World Tour 2001.
"Music" foi acrescentado ao repertório da Re-Invention Tour (2004). Contendo um remix lento e influenciado pelo hip hop, a performance apresentou Madonna e seus dançarinos usando kilts escoceses e uma escadaria iluminada ao redor de uma plataforma de DJ. Ao final da apresentação, a cantora e seus dançarinos levantaram os kils para formarem a palavra "Freedom", com letras em glitter por baixo dos trajes. Corey Moss, da MTV, opinou que durante a interpretação "Madonna e seus dançarinos transformaram a arena numa boate fumegante". As performances realizadas em 4 e 5 de setembro no Palais Omnisport de Paris-Bercy em Paris foram gravadas e inclusas ao álbum ao vivo I'm Going to Tell You a Secret (2006). Em 2005, Madonna cantou a faixa no concerto beneficente Live 8 em Londres. No ano seguinte, como parte da Confessions Tour, ela apresentou "Music Inferno", uma mistura de "Music" com "Disco Inferno", de The Tramps, contendo também demonstrações de "Where's the Party", de seu terceiro álbum True Blue (1986). A interpretação começou com diversos dançarinos de patins surgindo de baixo do palco para mostrarem "truques dignos de Xanadu", com o cenário iluminado por fortes luzes vermelhas. Madonna então surgiu usando um terno branco para cantar a música e, no meio da performance, caminhou para o centro do palco onde, segundo Moss, "realizou uma excelente encenação de John Travolta na era Saturday Night Fever, completada com o 'sinal de carona' (polegares para os lados)". As apresentações realizadas nos concertos de 15 e 16 de agosto na Wembley Arena em Londres foram gravadas e incluídas no álbum ao vivo The Confessions Tour (2007), bem como no DVD homônimo.

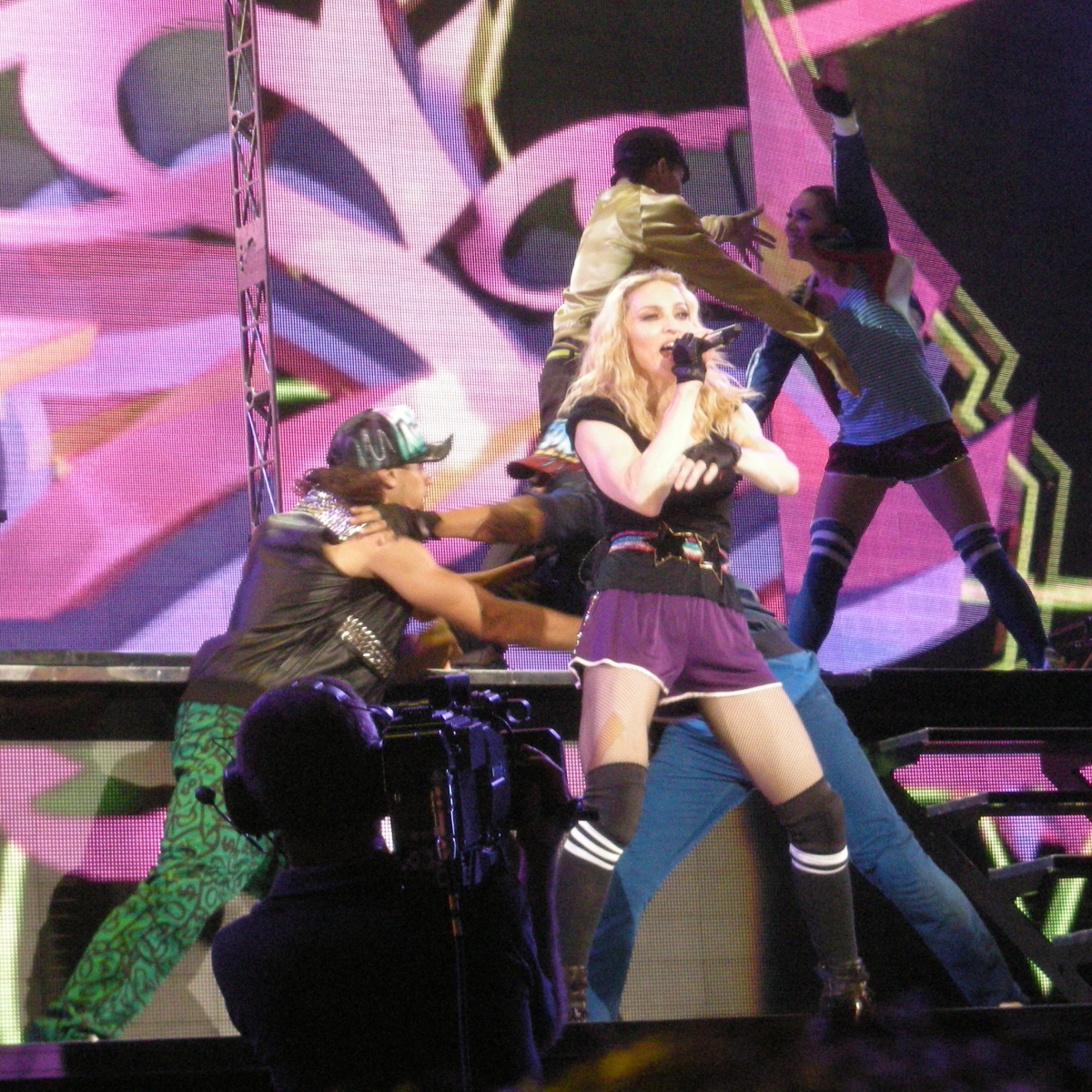
Madonna apresentando "Music" durante a Sticky & Sweet Tour em 2008.

"Music" serviu como a música final da Hard Candy Promo Tour. Madonna usou um terno preto justo e um top de renda e iniciou a canção à capela na frente do palco, com seus dançarinos surgindo logo em seguida através de uma falsa porta de metrô. A apresentação terminou com a cantora correndo até a porta e desaparecendo por trás dela. A faixa fez parte do segmento Old School da Sticky & Sweet Tour (2008–09), sendo incluída como o último número do bloco, na qual a intérprete apresentou a mesma versão da turnê promocional, com demonstrações de "Last Night a DJ Saved My Life", de Indeep, no início da performance, misturando-a também com "Put Your Hands Up 4 Detroit", de Fedde le Grand. Nos telões, foram exibidos uma estação de metrô de Nova Iorque pintada de graffiti. O figurino de Madonna foi composto por shorts de academia com longas meias e tênis, sendo uma referência aos primeiros dias de sua carreira na cidade. As apresentações realizadas nos dias 7 e 8 de dezembro de 2008 no Estádio River Plate em Buenos Aires, Argentina, foram gravadas e lançadas como parte do álbum ao vivo e DVD de mesmo nome da excursão.
Em 2012, Madonna incluiu "Music" no repertório de seu show de intervalo do Super Bowl XLVI, num remix com "Party Rock Anthem" e "Sexy and I Know It", da dupla eletrônica LMFAO. Em 14 de novembro do mesmo ano, ela interpretou-a no concerto da The MDNA Tour realizado no Madison Square Garden, em Nova Iorque. A cantora convidou o rapper sul-coreano Psy e eles apresentaram juntos "Gangnam Style" e "Give It 2 Me", lançada por ela em 2008. A faixa abriu o último bloco da Rebel Heart Tour (2015–16), com Madonna usando um vestido combinando "melindrosa do Harlem com Paris nos anos 1920", adornado com milhares de cristais Swarovski. A canção "começou como uma balada da era do jazz antes de entrar no modo dançante". Os dançarinos da cantora usaram figurinos inspirados nos felizes anos 1920, com uma delas de topless. Joe Lynch, da Billboard, opinou que "a presença de 'Music' foi um lembrete efetivo de que embora alguns pessimistas compulsivos critiquem a Rainha do Pop por buscar tendências com Diplo, ela trouxe o techno ao pop de massa antes de o EDM ser um termo onipresente". As performances realizadas nos dias 19 e 20 de março de 2016 na Allphones Arena em Sydney, Austrália, foram gravadas e lançadas no álbum ao vivo homônimo.

## Regravações e uso na mídia
Em 2004, a banda canadense de tech-metal Out of Your Mouth lançou uma regravação de "Music" como o primeiro single de sua carreira. O vocalista Jason Darr comentou: "Eu a amo absolutamente, comprei seus discos e quando ela [Madonna] lançou aquela música foi como se eu tivesse levado um tiro na cabeça". Em 2007, o grupo The Dynamics gravou e lançou uma versão da música em ritmo de reggae para seu álbum Versions Excursions. David Dacks da revista Exclaim!, ficou satisfeito com a gravação, dizendo que "também vai bem, com a letra se adaptando bem a um contexto reggae". A banda francesa de metal Eths adicionou sua regravação da obra como faixa bônus de seu terceiro álbum de estúdio, III (2012). "Music" foi apresentado durante a nona temporada da série de competição americana RuPaul's Drag Race. Foi usada como música de sincronização labial para o sexto episódio, entre as concorrentes Peppermint e Cynthia Lee Fontaine, com a primeira vencendo a rodada. A passarela daquela semana teve como tema os looks icônicos de Madonna. A cantora fez referência a "Music" em seu 13º álbum de estúdio, Rebel Heart (2015), na faixa "Veni Vidi Vici", cantando a frase: "Eu vi um raio de luz / a música salvou minha vida".

## Faixas e formatos
O vinil de doze polegadas americano apresenta seis remixes de "Music", além da versão original da faixa em estúdio. O vinil europeu e britânico são compostos pelo mesmo alinhamento — o número original acompanhado por três vertentes aprimoradas —, enquanto o CD single e a fita cassete americana contém apenas a versão em estúdio e a faixa "Cyberraga", também presente no álbum Music. O Maxi single japonês, canadense e americano, possuem nove diferentes remixes da canção. A primeira edição do CD single australiano contém seis remixes da canção, as versões de curta e longa duração do vídeo musical e a versão em estúdio da faixa, enquanto a segunda edição também apresenta a versão em estúdio da obra, combinado a outros seis remixes da canção. Um DVD Single também foi disponibilizado, apresentando as versões de curta e longa duração do vídeo musical de "Music".
| CD single americano / cassete single americano |                           |         |  |
| N.º                                            | Título                    | Duração |  |
| 1.                                             | "Music" (versão do álbum) | 3:44    |  |
| 2.                                             | "Cyberraga"               | 5:31    |  |

| DVD Single americano |                                  |         |  |
| N.º                  | Título                           | Duração |  |
| 1.                   | "Music" (vídeo de longa duração) | 4:45    |  |
| 2.                   | "Music" (vídeo de curta duração) | 4:23    |  |

| Vinil americano de doze polegadas |                                         |         |  |
| N.º                               | Título                                  | Duração |  |
| 1.                                | "Music" (HQ2 Club Mix)                  | 8:50    |  |
| 2.                                | "Music" (Groove Armada GA 12" mix)      | 5:30    |  |
| 3.                                | "Music" (Calderone Anthem mix)          | 11:55   |  |
| 4.                                | "Music" (Versão do álbum)               | 3:44    |  |
| 5.                                | "Music" (Deep Dish Dot Com remix)       | 11:21   |  |
| 6.                                | "Music" (The Young Collective Club mix) | 13:16   |  |
| 7.                                | "Music" (Vídeo de longa duração)        | 4:45    |  |

| Maxi single japonês / canadense / americano |                                         |         |  |
| N.º                                         | Título                                  | Duração |  |
| 1.                                          | "Music" (HQ2 Club Mix)                  | 8:50    |  |
| 2.                                          | "Music" (Calderone Anthem Mix)          | 11:55   |  |
| 3.                                          | "Music" (Deep Dish Dot Com Remix)       | 11:21   |  |
| 4.                                          | "Music" (Groove Armada Club Mix)        | 9:29    |  |
| 5.                                          | "Music" (The Young Collective Club Mix) | 13:16   |  |
| 6.                                          | "Music" (HQ2 Radio Mix)                 | 3:59    |  |
| 7.                                          | "Music" (Calderone Radio Edit)          | 4:25    |  |
| 8.                                          | "Music" (Deep Dish Dot Com Radio Edit)  | 4:15    |  |
| 9.                                          | "Music" (Groove Armada GA 12" Mix)      | 5:30    |  |

| Vinil europeu de doze polegadas / Vinil britânico de doze polegadas |                                    |         |  |
| N.º                                                                 | Título                             | Duração |  |
| 1.                                                                  | "Music" (Deep Dish Dot Com remix)  | 11:21   |  |
| 2.                                                                  | "Music" (Versão do Álbum)          | 3:44    |  |
| 3.                                                                  | "Music" (Groove Armada Club mix)   | 9:29    |  |
| 4.                                                                  | "Music" (Groove Armada GA 12" mix) | 5:30    |  |

| CD single australiano 1 |                                        |         |  |
| N.º                     | Título                                 | Duração |  |
| 1.                      | "Music" (Versão do álbum)              | 3:44    |  |
| 2.                      | "Music" (Deep Dish Dot Com Radio edit) | 4:15    |  |
| 3.                      | "Music" (Groove Armada's 7" edit)      | 3:38    |  |
| 4.                      | "Music" (Deep Dish Dot Com remix)      | 11:21   |  |
| 5.                      | "Music" (Groove Armada GA 12" mix)     | 5:30    |  |
| 6.                      | "Music" (Groove Armada Bonus Beats)    | 4:51    |  |
| 7.                      | "Music" (Groove Armada Club mix)       | 9:29    |  |
| 8.                      | "Music" (Vídeo de curta duração)       | 4:23    |  |
| 9.                      | "Music" (Vídeo de longa duração)       | 4:45    |  |

| CD single australiano 2 |                                          |         |  |
| N.º                     | Título                                   | Duração |  |
| 1.                      | "Music" (Versão do álbum)                | 3:44    |  |
| 2.                      | "Music" (Calderone Radio Edit)           | 4:15    |  |
| 3.                      | "Music" (HQ2 7" Mix)                     | 3:59    |  |
| 4.                      | "Music" (The Young Collective Radio Mix) | 3:48    |  |
| 5.                      | "Music" (Calderone Anthem Mix)           | 11:55   |  |
| 6.                      | "Music" (HQ2 Club Mix)                   | 8:50    |  |
| 7.                      | "Music" (The Young Collective Club Mix)  | 13:16   |  |

## Créditos
Todo o processo de elaboração de "Music" atribui os seguintes créditos:
Gravação e publicação
- Gravada em 1997 no Sarm West Studios, Notting Hill, Londres
- Mixada no Olympic Studios, Londres
- Masterizada no Metropolis Studios, Londres
- Publicada pelas empresas Caresse Henry para Caliente Management
- Webo Girl Publishing, Inc., Warner Bros. Music Corp (ASCAP), 1000 Lights Music Ltd, Warner-Tamerlane Publishing Corp. (BMI)

### Equipe
- Madonna – composição, produção
- Mirwais Ahmadzaï – composição, produção, programação, guitarra, teclado
- Keeling Lee – guitarra adicional
- Jonathan Write – baixo
- Patrick Dawes – percussão
- Mark "Spike" Stent – mixagem
- Jake Davies – engenharia
- Mark Endert – engenharia
- Kevin Reagan – direção de arte, design da capa do single
- Matthew Lindauer – design
- Jean-Baptiste Mondino – fotografia

## Desempenho comercial
"Music" obteve grande êxito comercial. Nos Estados Unidos, antes  mesmo do seu lançamento oficial, a canção começou a receber rotação nas rádios devido aos inúmeros pedidos do público, como observado por Paul Bryant, diretor de programação da estação WHTZ de Nova Iorque. Havia igual expectativa em relação às vendas da canção no varejo. Em 12 de agosto de 2000, "Music" estreou na Billboard Hot 100 ocupando a posição quarenta e um, tornando-se a segunda maior estreia de um single com base apenas nas reproduções de rádio. Fred Bronson, da Billboard, observou que foi a maior estreia de Madonna na Billboard Hot 100 desde outubro de 1998 quando "The Power of Good-Bye" debutou no número 24. A música estreou no 38° lugar da tabela Hot 100 Airplay, conquistando um total de 38 milhões de reproduções nas rádios. Continuou subindo na Billboard Hot 100 e, após seu lançamento comercial em 9 de setembro de 2000, saltou do número catorze para o número dois. O CD maxi e o vinil que continham a música venderam 62 mil cópias, levando a canção a estrear em terceiro lugar na parada Hot 100 Singles Sales. Silvio Pietroluongo, da Billboard, observou que apenas um único single de Madonna estreou com vendas maiores; "This Used to Be My Playground" que comercializou 76 mil unidades em agosto de 1992.

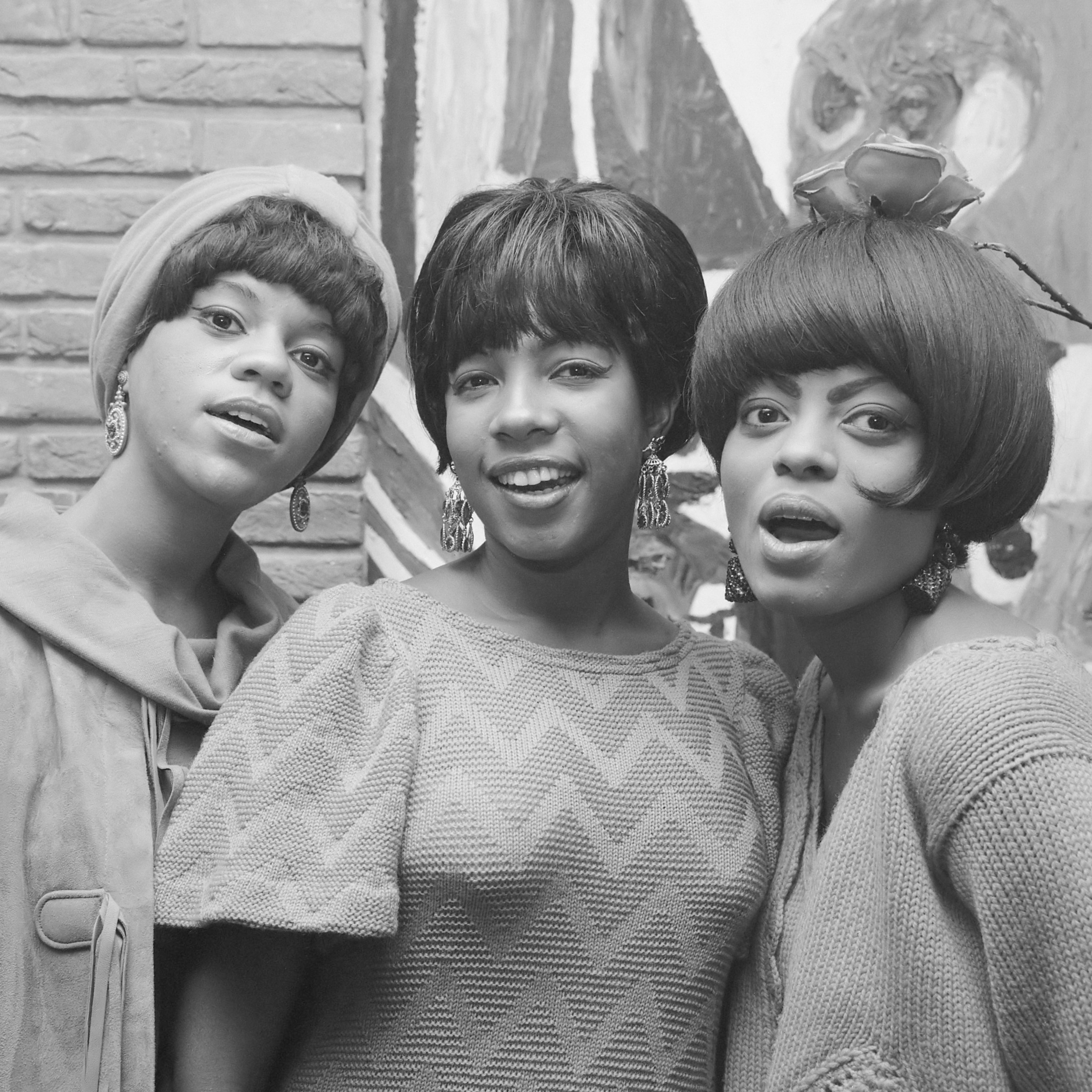
Com "Music" no topo do Billboard Hot 100, Madonna igualou-se as Supremes (foto), com a quinta maior quantidade de lideranças na parada.

Na semana seguinte, "Music" vendeu mais de 154 mil unidades e acabou conquistando à liderança no Billboard Hot 100, substituindo "Doesn't Really Matter", de Janet Jackson. Foi a 12ª música de Madonna a ocupar o primeiro lugar na tabela e o primeiro desde "Take a Bow" em fevereiro de 1995. Ela empatou com as Supremes e passou para a quinta posição entre os artistas com o maior quantidade de canções no topo do gráfico. "Music" acumulou o maior total de vendas semanais e os pontos mais altos (23,110) na história do Billboard Hot 100 até então. A Recording Industry Association of America (RIAA), classificou-a com um certificado de platina após serem registradas vendas superiores a um milhão de cópias nos Estados Unidos, e até agosto de 2009, já havia comercializado 1 milhão e 36 mil réplicas do CD single e mais de 217 mil unidades digitais. Veio a encerrar o ano como a 17ª mais bem sucedida na Billboard Hot 100. Impulsionada pelos remixes oficiais, a música também alcançou o cume do Dance Club Songs, permanecendo por cinco semanas. Finalizou a década de 2000 como a segunda música mais bem sucedida no gráfico, atrás de apenas de "Hung Up" (2005), da mesma interprete.
No Canadá, "Music" permaneceu por 9 edições na parada de singles monitorada pela RPM, debutando na 23ª ocupação e movendo-se para o topo após cinco semanas. Foi a última música a conquistar a liderança antes da RPM encerrar suas atividades em novembro de 2000. Também foi um sucesso na região da Oceania. A canção estreou no cume da tabela australiana ARIA Charts, onde permaneceu por três semanas consecutivas. Finalizou o ano como a quarta canção com melhores resultados, este desempenho resultou em uma certificação de platina emitida pela Australian Recording Industry Association após mover 140 mil unidades. Na Nova Zelândia, "Music" debutou no número 33 em 20 de agosto de 2000, alcançando os dez primeiros em 10 de setembro e, finalmente chegando ao topo na primeira semana de outubro.
Após debutar na liderança do UK Singles Chart — "Music" enfrentou forte concorrência com "Groovejet (If This Ain't Love)", de Spiller, o vencendo por uma diferença de apenas mil unidades vendidas. Madonna se tornou a primeira artista solo a ter dez singles em primeiro lugar no Reino Unido. Com vinte e quatro semanas de permanência, listou-se como o 24º lançamento mais bem sucedido de 2000 na tabela. Em julho de 2013, a British Phonographic Industry (BPI) certificou a obra em ouro e, de acordo com o Official Charts Company, "Music" é a 14ª faixa mais vendida da artista no país, com 415 mil réplicas distribuídas até fevereiro de 2014. "Music" debutou na França tendo como posição de pico o número oito, onde permaneceu por um total de 20 semanas, antes de começar a decair em 6 de janeiro de 2001. Posteriormente, conquistou um certificado de ouro emitido pela Syndicat National de l'Édition Phonographique (SNEP), após serem registradas 250 mil unidades comercializadas. Em território alemão, estreou em segundo lugar durante a semana de 4 de setembro de 2000 e constou nessa posição por uma semana, sendo seu melhor resultado. Posteriormente, a Bundesverband Musikindustrie (BVMI) certificou-o como ouro, ao vender 250 mil cópias. Na Suécia e na Suíça, "Music" constatou respectivamente na quarta e primeira ocupações de suas paradas musicais. No primeiro, foi certificado como platina pela Grammofon Leverantörernas Förening (GLF), devido à distribuição de 30 mil unidades, enquanto que na segunda nação recebeu um certificado de ouro emitido pela IFPI Suíça, denotando vendas de 25 mil cópias. Ao redor da Europa, liderou as tabelas musicais de vários países como Espanha, Hungria, Itália Noruega e Polônia; graças a isso, conseguiu conquistar o topo do European Hot 100 Singles. Estando presente nessa posição por um total de seis semanas.
| País — Tabela musical (2000)           | Posição de pico |
| -------------------------------------- | --------------- |
| Alemanha (GfK Entertainment Charts)    | 2               |
| Austrália (ARIA Charts)                | 1               |
| Áustria (Ö3 Austria Top 40)            | 5               |
| Bélgica (Ultratop 50 de Flandres)      | 6               |
| Bélgica (Ultratop 40 de Valônia)       | 4               |
| Canadá (RPM Adult Contemporary)        | 17              |
| Canadá (RPM Dance/Urban Singles Chart) | 2               |
| Canadá (RPM Singles Chart)             | 1               |
| Dinamarca (Hitlisten)                  | 2               |
| Escócia (OCC)                          | 2               |
| Espanha (PROMUSICAE)                   | 1               |
| Estados Unidos (Adult Top 40)          | 16              |
| Estados Unidos (Billboard 100)         | 1               |
| Estados Unidos (Dance Club Songs)      | 1               |
| Estados Unidos (Mainstream Top 40)     | 2               |
| Estados Unidos (Rhythmic Songs)        | 9               |
| Europa (European Hot 100 Singles)      | 1               |
| Finlândia (IFPI Finlândia)             | 2               |
| França (SNEP)                          | 8               |
| Grécia (IFPI Grécia)                   | 1               |
| Hungria (MAHASZ)                       | 1               |
| Irlanda (IRMA)                         | 7               |
| Islândia (Íslenski Listinn Topp 40)    | 1               |
| Itália (FIMI)                          | 1               |
| Japão (Oricon)                         | 1               |
| Noruega (VG-lista)                     | 1               |
| Nova Zelândia (Recorded Music NZ)      | 1               |
| Países Baixos (Dutch Top 40)           | 4               |
| Países Baixos (Single Top 100)         | 4               |
| Polônia (ZPAV)                         | 1               |
| Portugal (AFP)                         | 1               |
| Reino Unido (UK Singles Chart)         | 1               |
| República Checa (IFPI Česká Republika) | 1               |
| Romênia (Romanian Top 100)             | 1               |
| Suécia (Sverigetopplistan)             | 2               |
| Suíça (Schweizer Hitparade)            | 1               |

| País — Tabela musical (2000)          | Posição |
| ------------------------------------- | ------- |
| Alemanha (GfK Entertainment Charts)   | 30      |
| Austrália (ARIA Singles)              | 4       |
| Bélgica (Ultratop de Flanders)        | 45      |
| Bélgica (Ultratop da Valônia)         | 21      |
| Estados Unidos (Billboard Hot 100)    | 17      |
| Estados Unidos (Dance Club Songs)     | 1       |
| Estados Unidos (Dance Singles Sales)  | 1       |
| Europa (Hot 100 Singles)              | 15      |
| França (SNEP)                         | 26      |
| Nova Zelândia (Recorded Music NZ)     | 49      |
| Países Baixos (Dutch Top 40)          | 30      |
| Países Baixos (Single Top 100)        | 40      |
| Reino Unido (Official Charts Company) | 24      |
| Romênia (Romanian Top 100)            | 2       |
| Suécia (Sverigetopplistan)            | 32      |
| Suíça (Schweizer Hitparade)           | 19      |

| País — Tabela musical (2000–10)   | Posição |
| --------------------------------- | ------- |
| Estados Unidos (Dance Club Songs) | 2       |

| Região                                                                                             | Certificação | Vendas    |
| -------------------------------------------------------------------------------------------------- | ------------ | --------- |
| Alemanha (BVMI)                                                                                    | Ouro         | 250 000^  |
| Austrália (ARIA)                                                                                   | 2× Platina   | 140 000^  |
| Bélgica (BEA)                                                                                      | Ouro         | 25 000*   |
| Brasil (Pro-Música Brasil)                                                                         | Ouro         | 50 000*   |
| Estados Unidos (RIAA)                                                                              | Platina      | 1 136 000 |
| Estados Unidos (RIAA) Versão em Vídeo                                                              | Ouro         | 50 000^   |
| França (SNEP)                                                                                      | Ouro         | 250 000*  |
| Reino Unido (BPI)                                                                                  | Ouro         | 415 000   |
| Suécia (GLF)                                                                                       | Platina      | 30 000^   |
| Suíça (IFPI Suíça)                                                                                 | Ouro         | 25 000^   |
| *números de vendas baseados somente na certificação ^distribuições baseadas apenas na certificação |              |           |

### Precessão e sucessão
| Gráficos de sucessão                                                                  | Gráficos de sucessão                                                                                           | Gráficos de sucessão                                                              |
| ------------------------------------------------------------------------------------- | --- | --------------------------------------------------------------------------------- |
| Precedido por "Groovejet (If This Ain't Love)" por Spiller com Sophie Ellis-Bextor    | Single número um na UK Singles Chart 27 de Agosto de 2000 - 3 de Setembro de 2000                              | Sucedido por "Take On Me" por a-ha                                                |
| Precedido por "Breathless" por The Corrs                                              | Single número um na United World Chart 9 de Setembro de 2000 - 25 de Novembro de 2000                          | Sucedido por "Shape of My Heart" por Backstreet Boys                              |
| Precedido por "Doesn't Really Matter" por Janet Jackson                               | Single número um na Billboard Hot 100 16 de Setembro de 2000 - 7 de Outubro de 2000                            | Sucedido por "Come on Over Baby (All I Want Is You)" por Christina Aguilera       |
| Precedido por "Freestyler" por Bomfunk MC's                                           | Single número um na Parada de Singles RIANZ 1 de Outubro de 2000                                               | Sucedido por "Groovejet (If This Ain't Love)" por Spiller com Sophie Ellis-Bextor |
| Precedido por "I'm Outta Love" por Anastacia "On a Night Like This" por Kylie Minogue | Single número um na Parada de Singles ARIA 3 de Setembro de 2000 - 17 de Setembro de 2000 1 de Outubro de 2000 | Sucedido por "On a Night Like This" por Kylie Minogue "Most Girls" por P!nk       |